# Юрченко Василь Петрович
Васи́ль Петро́вич Ю́рченко (* 26 травня 1950, Грушківка Кам'янського району Черкаської області) — український веслувальник, 1973 — заслужений майстер спорту СРСР.
Закінчив Дніпропетровський державний університет — факультет фізики.
Виступав за команду ЗС Дніпропетровська, з 1977 року представляв «Буревісник» (Херсон). Тренував його І. І. Хрущак.

## Його досягнення
Чемпіон світу:
- 1973 року у веслуванні на каное-одиночці на 10 000 метрів,
- 1974 року на дистанції 1000 метрів,
- 1975 року на дистанціях 1000 та 10 000 метрів,
- 1977 року на каное-двійці на дистанції 1000 метрів.
- Срібний призер чемпіонатів світу 1971, 1974 та 1977 років — на каное-одиночці, відстань 10000 метрів.

Чемпіон СРСР:
- 1971—1972, 1974—1975 та 1977 років.

Брав участь в XX Олімпійських іграх у Мюнхені 1972 року.
Срібний призер ХХІ Олімпійських ігор 1976 року — на каное-одиночці, 1000 метрів.
Бронзовий призер ХХІІ Олімпійських ігор 1980 року — каное-двійка, дистанція 1000 м. Того ж року завершив спортивну кар'єру.
В 1980-90 роках працював тренером у Херсоні.

## Родина
1990 року повернувся у Грушківку, займається сільським господарством.
Дружина його Тетяна — теж була спортсменкою, чемпіонка з веслування на байдарці. У подружжя шестеро дітей, старші — Катерина й Олександр у 1990-х роках — чемпіони України у веслуванні.
Середній, Іван — чемпіон серед юніорів.